# SN 2004I
SN 2004I – supernowa typu II odkryta 18 stycznia 2004 roku w galaktyce NGC 1072. W momencie odkrycia miała maksymalną jasność 17,20m.